# Bưu điện Sài Gòn
Bưu điện Sài Gòn, còn gọi là Tòa nhà Bưu điện Thành phố Hồ Chí Minh, là một trong những công trình kiến trúc tiêu biểu tại Thành phố Hồ Chí Minh, tọa lạc tại số 2, Công trường Công xã Paris, phường Sài Gòn. Đây là tòa nhà được người Pháp xây dựng trong khoảng năm 1886–1891 với phong cách chiết trung theo đồ án thiết kế của kiến trúc sư Marie-Alfred Foulhoux. Đây là công trình kiến trúc mang phong cách phương Tây kết hợp với nét trang trí phương Đông.
Nằm cạnh Nhà thờ Đức Bà, đây cũng là điểm tham quan cho khách du lịch khi đến Thành phố Hồ Chí Minh.

## Lịch sử

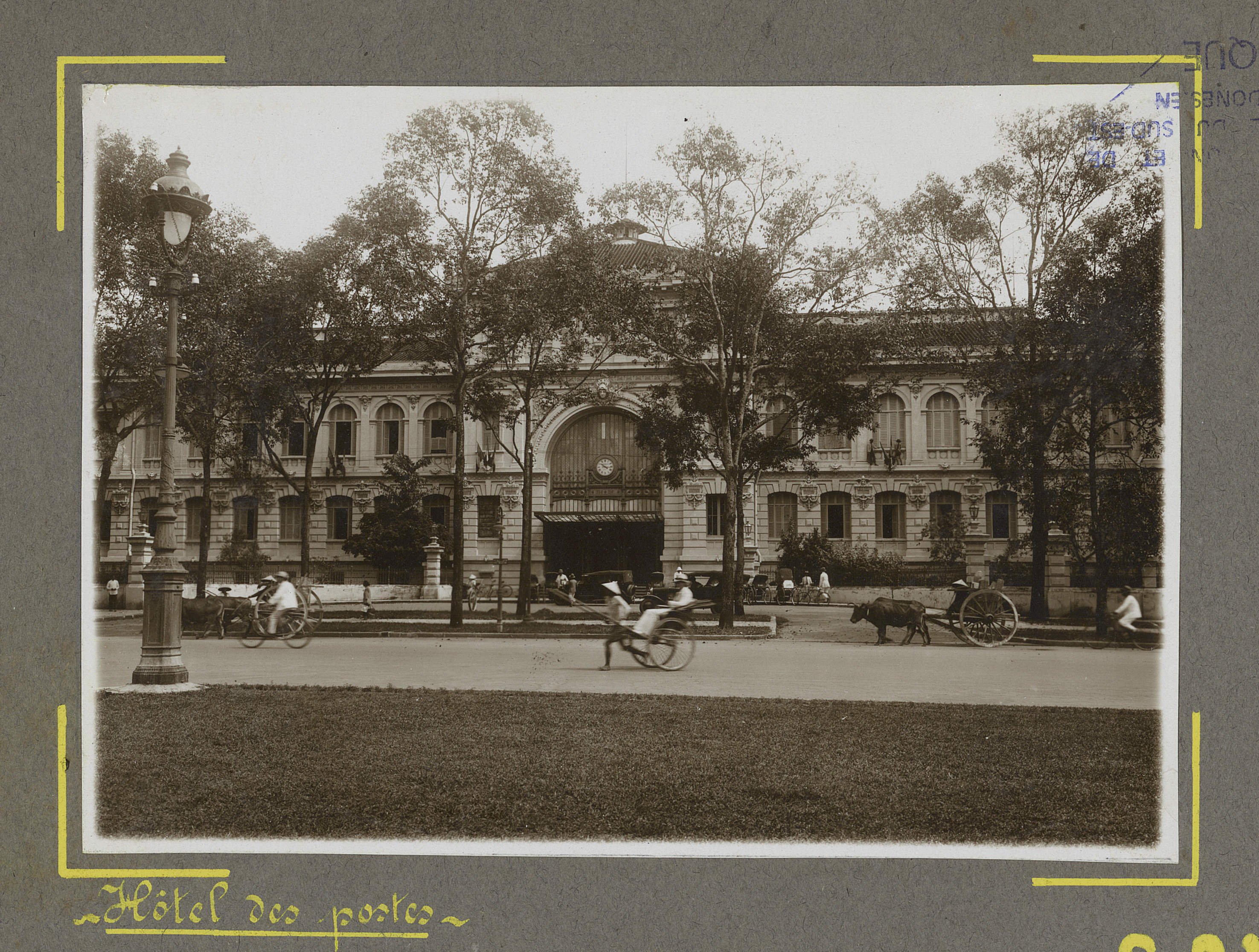
Bưu điện Trung tâm Sài Gòn vào khoảng năm 1930

Ngay sau khi giành được Gia Định, vào ngày 11 tháng 11 năm 1860, Sở Dây thép Sài Gòn (hay còn gọi là Bưu điện Sài Gòn) được Pháp gấp rút khởi công để thiết lập hệ thống thông tin liên lạc, tọa lạc ngay trung tâm thành phố, bên hông là Vương cung Thánh đường (Nhà thờ Ðức Bà ngày nay) ở quảng trường Công xã Paris. Sở Dây thép đầu tiên được thiết kế bởi kiến trúc sư Gustave Eiffel – người tạo nên những công trình nổi tiếng thế giới như tháp Eiffel, tượng Nữ thần Tự do, cầu Long Biên, cầu Tràng Tiền…

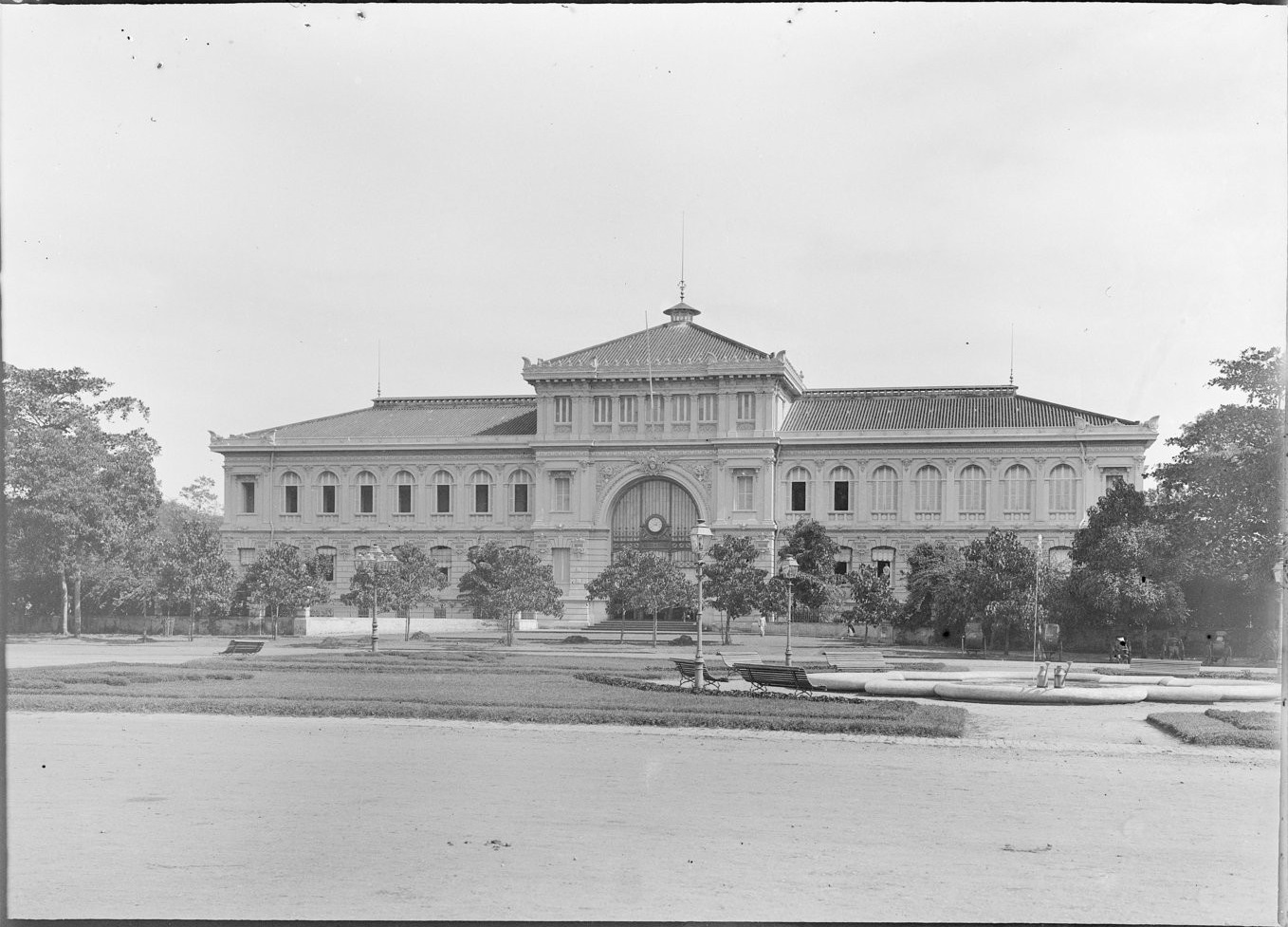
Bưu điện Trung tâm Sài Gòn, 1895

Ngày 13 tháng 1 năm 1863, Sở Bưu điện Sài Gòn chính thức khánh thành, do đô đốc Bonard làm chủ lễ. Ban đầu, sở bưu điện chỉ dùng để phục vụ Công quyền, đến ngày 1 tháng 1 năm 1864 mới được sử dụng cho người dân. Chủ sự bưu điện đầu tiên là Goubeaux, phát xuất viên Ngân khố.
Ông Phạm Văn Trung là giám đốc đầu tiên của Bưu điện An Nam tại Sài Gòn. Năm 1864, “con cò” đầu tiên (cách gọi con tem của người Sài Gòn bấy giờ) được phát hành.
Năm 1886, Bưu điện Sài Gòn bắt đầu được xây mới cất lại với quy mô lớn hơn theo thiết kế của kiến trúc sư Auguste Vildieu và phò tá Foulhoux. Năm 1891, trụ sở mới của Bưu điện Sài Gòn được chính thức khánh thành. Ngày 22 tháng 3 năm 1888, đường dây thép Sài Gòn – Quy Nhơn – Đà Nẵng – Huế – Vinh – Hà Nội dài 2000 km đã chính thức được hoàn thành. Năm 1889, sở mở thêm đường liên lạc điện báo Sài Gòn – Băng Cốc để phục vụ cho giới kinh doanh thương mại. Ngày 1 tháng 7 năm 1894, Sài Gòn bắt đầu sử dụng hệ thống điện thoại.
Ngày nay, tòa nhà hơn 130 tuổi này là điểm tham quan nổi tiếng ở Thành phố Hồ Chí Minh.
Năm 2014, tòa nhà được sơn sửa với quy mô lớn nhất kể từ sau năm 1975, bao gồm sơn toàn bộ tòa nhà và sửa lại những chỗ bị dột.

## Kiến trúc

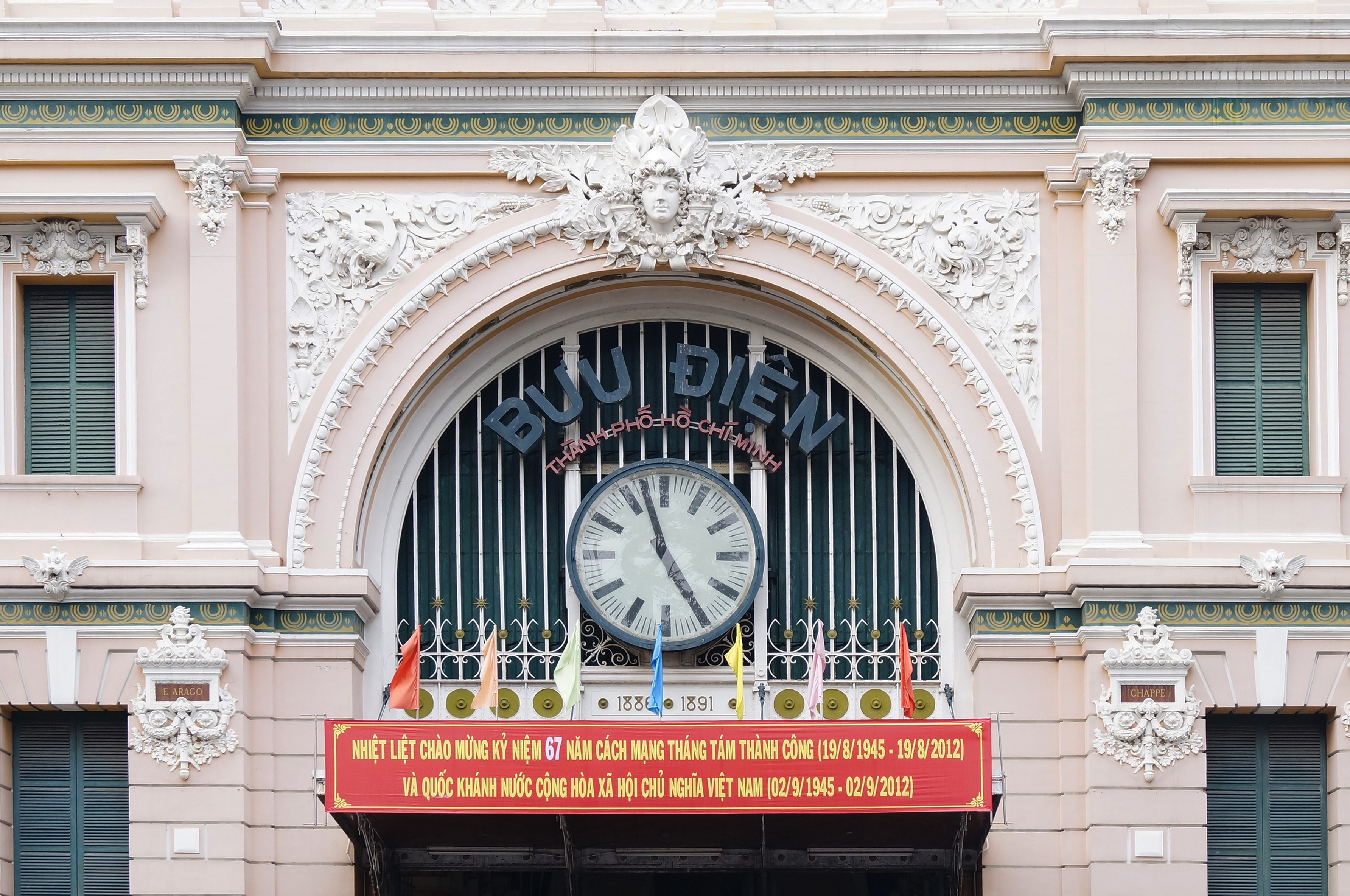
Đồng hồ và hệ thống lam đứng

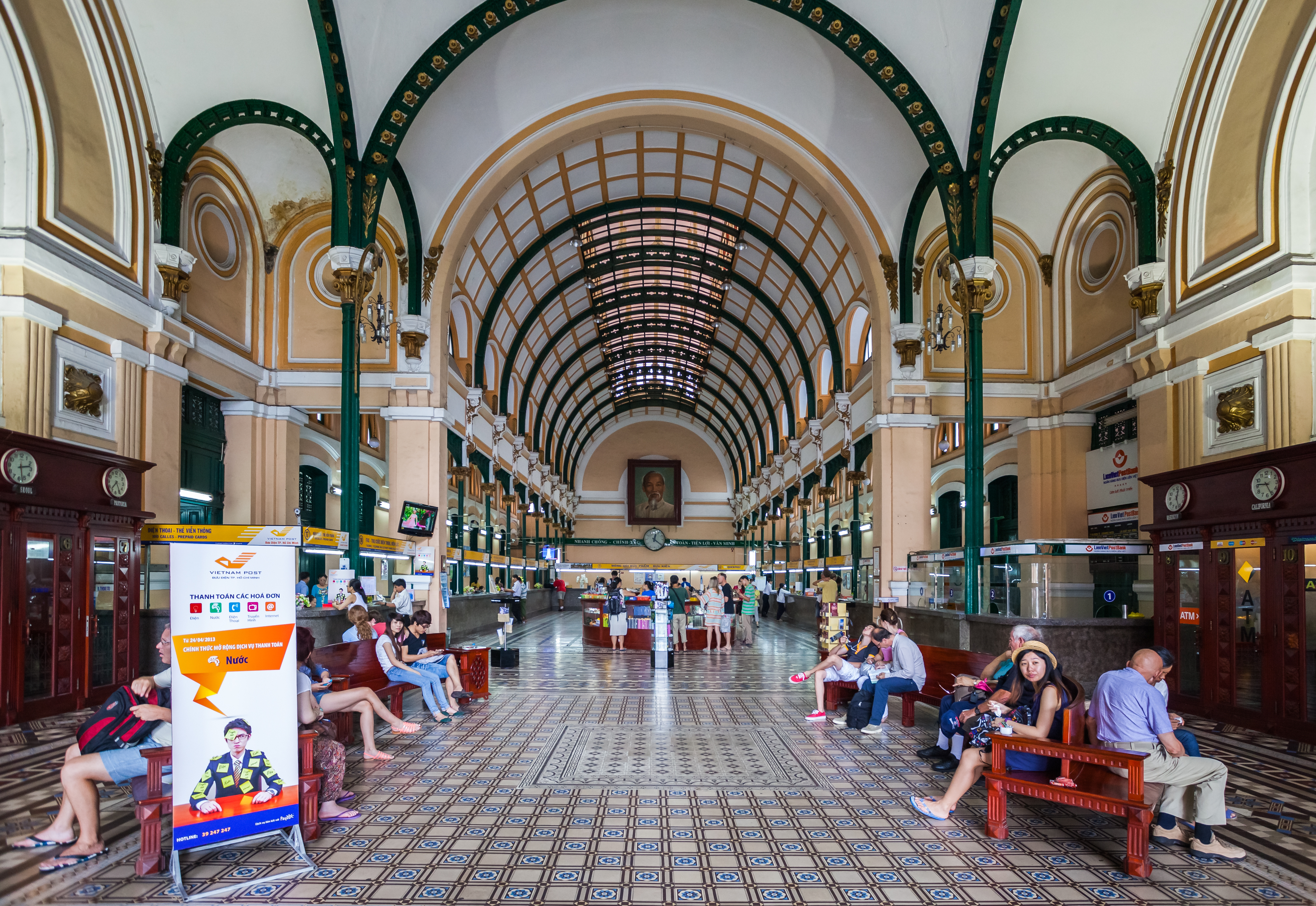
Bên trong Bưu điện

Bên ngoài, phía trước tòa nhà trang trí theo từng ô hình chữ nhật, trên đó ghi danh những nhà phát minh ra ngành điện báo và ngành điện. Trên các ô có đắp hình các nam nữ đội vòng nguyệt quế, trên vòng cung ngôi nhà có chiếc đồng hồ lớn.
Bên trong tòa nhà là hệ thống vòm cung sát cửa chính và vòm cung dài bên trong. Vòm cung lớn được chống đỡ bởi 4 trụ sắt nằm 4 góc, mỗi cột chống đỡ 4 kèo sắt tỏa ra 4 phía. Vòm cung dài được chịu lực bởi 2 hàng trụ sắt 2 bên. Các điểm tiếp nối giữa trụ và kèo sắt được thiết kế công phu, chạm khắc thành những chi tiết có hoa văn đẹp. Với hệ thống vòm cung này, tòa nhà trở nên cao, rộng rãi và thoáng mát, thích hợp với một nơi thường có nhiều người ra vào.
2 bên tường cao là 2 bản đồ lịch sử mang tên: Saigon et ses environs (tạm dịch: Sài Gòn và những vùng phụ cận), 1892 và Lignes télégraphiques du Sud Vietnam et du Cambodge (tạm dịch: Đường dây điện tín của miền Nam Việt Nam và Cambodia), 1936.

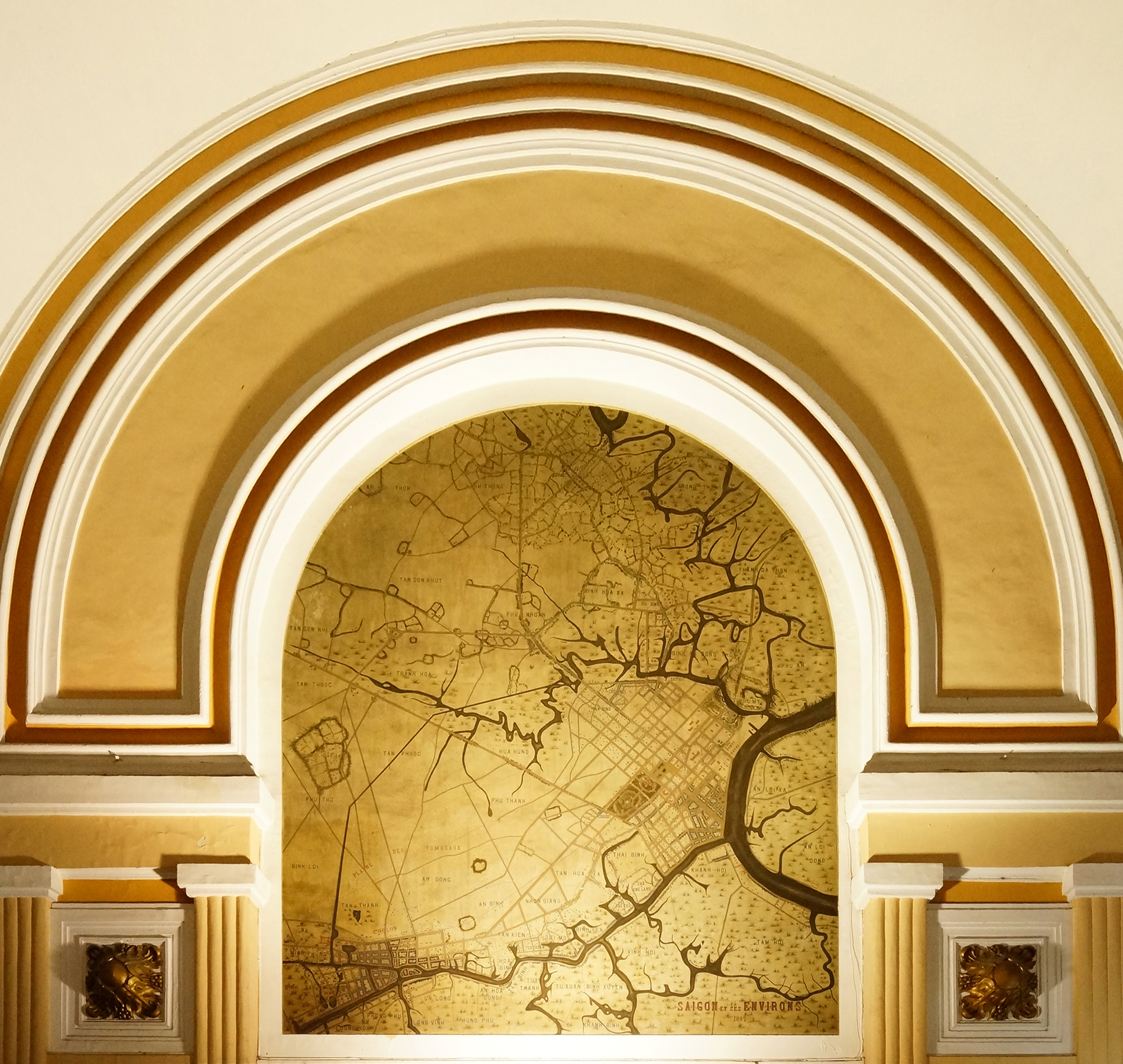
Saigon et ses environs (1892)
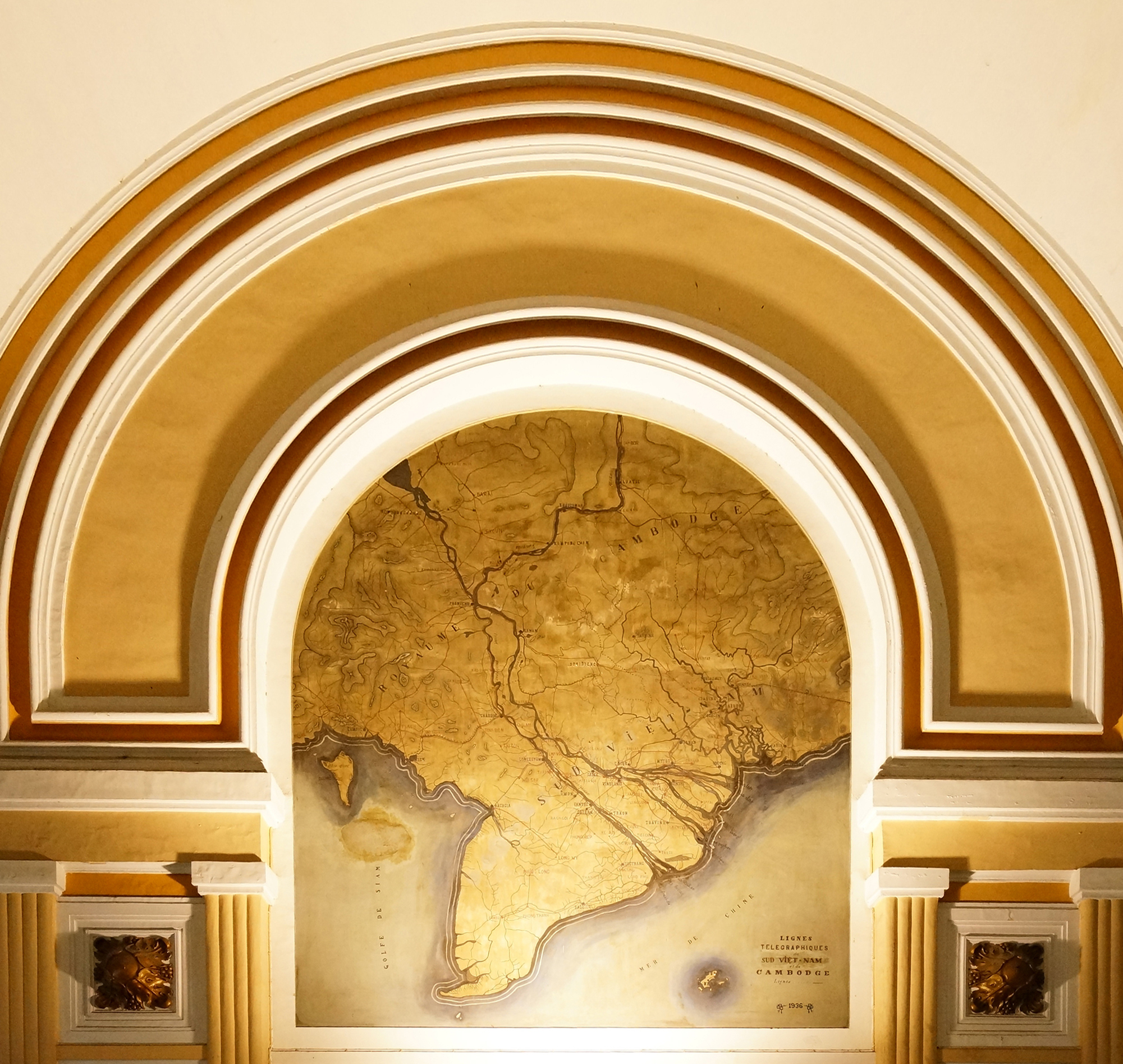
Lignes télégraphiques du Sud Vietnam et du Cambodge (1936)